# Enrico Franzoi

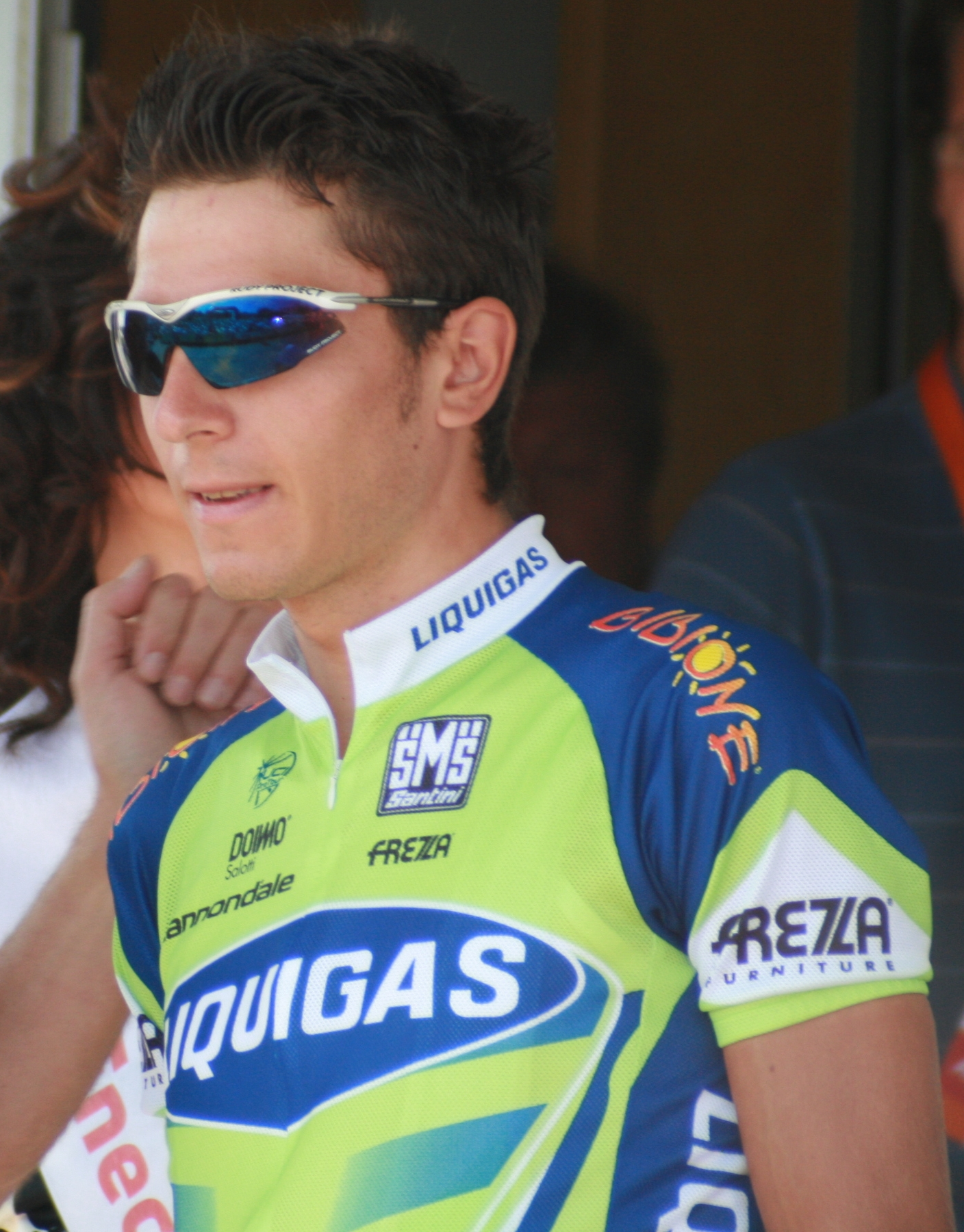
Enrico Franzoi

Enrico Franzoi, född 8 augusti 1982 i Treviso, är en professionell italiensk tävlingscyklist. Enrico Franzoi började cykla seriöst 1989. Han blev italiensk nationsmästare i cykelcross 2005, 2006 och 2007. Enrico Franzoi bestämde sig för att bli landsvägscyklist för Lampre-Fondital 2006. Han tävlar sedan 2008 för det italienska UCI ProTour-stallet Team Liquigas. Under säsongen 2004 var han stagiaire, han fick med andra ord prova på att vara professionell under de sista månaderna av året, i Saeco Macchine Per Caffè. Stallet Saeco blev året därpå Lampre-Caffita. Enrico Franzoi återvände till cykelcross-scenen inför säsongen 2010 då han blev kontrakterad av BKCP-Powerplus; där den dåvarande cykelcross-världsmästaren Niels Albert cyklade.
Enrico Franzoi blev bronsmedaljör på världsmästerskapen i cykelcross 2007 i Hooglede-Gits, Belgien. Franzoi var italiensk U19-mästare i cykelcross mellan 1999 och 2000 och var italiensk U23-mästare mellan 2003 och 2004. Under säsongen 2002 vann italienaren världsmästerskapen.
Franzoi var med i Team Liquigas laguppställning till Vuelta a España 2008. Under det spanska etapploppet hjälpte Franzoi bland annat till att ta segern på den första etappen, ett lagtempolopp. Franzoi kom i mål som sjätte man.
Under säsongen 2008 slutade Enrico Franzoi på femte plats i Kuurne-Bryssel-Kuurne, en tävling som blev vunnen av nederländaren Steven de Jongh.
Enrico Franzoi slutade tvåa på en cykelcrosstävling i Tervuren 2009 bakom Niels Albert. Italienaren vann nationsmästerskapen i cykelcross under säsongen 2009. Han slutade också på prispallen på cykelcrosstävlingar i Dottignies och Faè di Oderzo.
Under säsongen 2010 slutade Franzoi tvåa i cykelcross-nationsmästerskapen.

## Stall
- 2004 Saeco Macchine Per Caffè (Stagiaire)
- 2005 Lampre-Caffita
- 2006-2007 Lampre-Fondital
- 2008-2009 Team Liquigas
- 2010- BKCP-Powerplus (cykelcross)